# Serafimóvitx
Serafimóvitx - Серафимович (rus) - és una ciutat de l'óblast de Volgograd, a Rússia. Es troba a la riba dreta del riu Don, a 160 km al nord-oest de Volgograd.

## Història
La vila fou creada el 1589 amb el nom d'Ust-Medvedítskaia. Rebé l'estatus de ciutat el 1933 i el seu nom actual en honor de l'escriptor Aleksandr Serafimóvitx, que hi va viure.